# لت غو
"Let Go" هو أول ألبوم للمغنية الكندية آفريل لافين، أطلق في 4 يونيو2002 من قبل شركة Arista الذائعة الصيت. تلقى الألبوم عدداً هائلاً من الترشيحات والجوائز، بما فيها 8 ترشيحات لجائزة الغرامي على مدى عامي 2002 - 2003. كما حاز شهادات بلاتينوم متعددة من مختلف الدول بما فيها الولايات المتحدة (ست مرات)، أستراليا (سبع مرات)، اليابان (مرة واحدة)، إلى جانب شهادات الغولد وجائزة الداياموند من كندا.
أما من ناحية القوائم الموسيقية، فقد تمكنت أغنيتها المنفردة الأولى «Complicated» من الوصول إلى المرتبة الثانية في "Billboard Hot 100"، كما حلت معظم أغانيها المنفردة ضمن العشرة الأوائل في مجموعة كبيرة من الدول، لا سيما الولايات المتحدة، بريطانيا، كندا، الأرجنتين وغيرها، إضافة إلى احتلال الألبوم نفسه المرتبة الثانية في قائمة "Billboard Hot 200" ودخوله إلى قائمة 100 أفضل ألبوم على الإطلاق في "United World Chart" بوصوله المرتبة الواحدة والتسعين مما جعل هذا الألبوم أحد أكثر الألبومات نجاحا.

## قائمة الأغاني

### النسخة الأصلية
- قائمة بالأغاني الموجودة في الألبوم الأصلي دون إضافات (بونس):[1]

| الرقم | الأغنية                 | الكاتب                                | المدة |
| ----- | ----------------------- | ------------------------------------- | ----- |
| 1     | "Losing Grip"           | آفريل لافين / كليف ماغنيس             | 3:53  |
| 2     | "Complicated"           | آفريل لافين / فرقة المايتريكس         | 4:05  |
| 3     | "Sk8er Boi"             | آفريل لافين / فرقة المايتريكس         | 3:23  |
| 4     | "I'm with You"          | آفريل لافين / فرقة المايتريكس         | 3:44  |
| 5     | "Mobile"                | آفريل لافين / كليف ماغنيس             | 3:31  |
| 6     | "Unwanted"              | آفريل لافين / كليف ماغنيس             | 3:40  |
| 7     | "Tomorrow"              | آفريل لافين / كورتيس فراسكا / س. برير | 3:48  |
| 8     | "Anything But Ordinary" | آفريل لافين / فرقة المايتريكس         | 4:12  |
| 9     | "Things I'll Never Say" | آفريل لافين / فرقة المايتريكس         | 3:43  |
| 10    | "My World"              | آفريل لافين / كليف ماغنيس             | 3:27  |
| 11    | "Nobody's Fool"         | آفريل لافين / بيتر زيزو               | 3:57  |
| 12    | "Too Much To Ask"       | آفريل لافين / كليف ماغنيس             | 3:45  |
| 13    | "Naked"                 | آفريل لافين / كورتيس فراسكا / س. برير | 3:29  |

### B-Sides
| الأغنية                   | المدة | ملاحظات                                             |
| ------------------------- | ----- | --------------------------------------------------- |
| "I Don't Give"            | 3:29  | B-side لأغنية "Complicated"                         |
| "Why"                     | 4:00  | B-side لأغنية "Complicated"                         |
| "Get Over It"             | 3:28  | B-side لأغنية "Sk8er Boi"                           |
| "All You Will Never Know" | 3:40  | B-side لأغنية "Mobile"                              |
| "Let Go"                  | 4:11  | B-side لأغنية "Mobile"                              |
| "Falling Down"            | 3:54  | من الألبوم الخاص بأغاني الفيلم "Sweet Home Alabama" |

## حول الألبوم
إن التميز الذي لاحظه أغلبية النقاد في الألبوم لا يكمن فقط في الموهبة الفريدة التي تمتلكها لافين والمجال الصوتي الذي يتأرجح بين الروك والكونتري، حيث قورنت من ناحية الصوت والتأثير بألانيس موريسيت وجانيس جوبلين وعدداً من مغنيات الروك العريقات، وإنما في كونها مجرد مراهقة قادمة من بلدة غير معروفة، وتمكنها من اقتحام المراتب العليا من القوائم العالمية في أول ألبوماتها قد جعلها خصماً موسيقياً لا يستهان به.
إلى جانب ذلك، فقد أظهرت صورة مختلفة تماما عن المغنيات الشابات الأخرى ات، والتي تنص على قبولها كما هي، وقبول صورتها كفتاة مراهقة عادية ذات مقدارا من التمرد والجموح، وهذا النمط يظهر في العديد من أغنياتها في هذا الألبوم، من أمثال "Complicated"، "Anything But Ordinary" و"Ska8er Boi".

### العمل على الألبوم
انتقلت لافين إلى مدينة مانهاتن في نيويورك لتقوم بتأليف وتسجيل موسيقاها، مع نخبة من المؤلفين والمنتجين الموسيقيين، إلا أن التواصل والتفاهم الموسيقي كان ضئيلا، فقررت العمل مع المؤلف الموسيقي كليف ماغنيس وانتقلت على إثر ذلك إلى مدينة لوس أنجلوس. كذلك، اجتمعت لافين مع "The Materix" - وهم مجموعة من الكتاب، من أجل كتابة مجموعة من الأغاني، بما فيها ثلاثة من الأغاني الناجحة عالميا، والمؤلف الموسيقي كليف ماغنيس. كما تعاونت مع فرقتها الموسيقية من ناحية العزف وحتى في الظهور في الأغاني المصورة.
وصفت لافين ألبومها بأنه «ألبوم بوب ممزوج ببعض ألحان الروك».

### النقد
- تستعرض هذه القائمة رأي النقاد وتقديرهم للألبوم:

| الناقد                                                          | التقدير  | مقتطفات من النقد |
| --------------------------------------------------------------- | -------- | --- |
| All Music Guide[وصلة مكسورة]                                    |          | "لافين، من ناحية أخرى، هي مؤلفة أغان متمكنة ذات قدرات غنائية مبهرة، وفي مثل هذا العمر، فلابد أنها لا تزال تبحث عما يناسبها." |
| Rolling Stones نسخة محفوظة 21 يونيو 2008 على موقع واي باك مشين. |          | "في الحقيقة، تتميز لافين بصوت غنائي رائع، "لغة" جيدة (والمقصود بهذا الكلمات التي استخدمت في أغانيها) ومجموعة مؤهلة من صانعي الأغاني الناجحة. يجب علينا جميعاً أن نتأقلم معها، لأنها سوف تبقى معنا لفترة."                                                                |
| Music Critic.com                                                | (إيجابي) | - "بالرغم من تشابه صوتها الغنائي مع ألانيس موريسيت الممتزج بالواقعية التي تتميز بها ميشيل برانتش، إلا أن لها هوية خاصة تتميز بها." - "إن الصراحة والواقعية التي تتسم بها أغانيها ستكسبها قاعدة معجبون ثابتة. يبدو أنه يمكن القول بأن هذا ليس آخر ما سنسمع به عن لافين". |
| Entertain You Brain.com                                         |          | "Let Go هو مجهود رائع كأول ألبوم لمغنية الروك هذه." |
| Sputnik Music                                                   |          | " Let Go يبدو كألبوم واعد، كون من قبل نجمة بوب ومؤلفة أغان حقيقية." |

تمكن الألبوم من نيل إعجاب العديد من النقاد الموسيقيين من حيث نوعية الأغاني والمعاني التي تحملها، بالإضافة إلى العفوية والنشاط التي تميزت بها. بعض النقد السلبي الذي دار حول الألبوم يتمحور بشكل أساسي حول الكلمات المستخدمة في تأليف الأغاني، حيث وصفت بكونها كلمات تستخدم من قبل المراهقين، عوضا عن المغنين المحترفين، مثل: "You chose weed over me you're so lame" في أغنية "Too Much to Ask". إلا أن الغرض الذي يستخدم فيه هذه الكلمات قد نجح في غض النظر عنه.
إلى جانب ذلك، فقد اعتبر هذا الألبوم مناسبا لجميع الفئات العمرية تقريبا، حيث أنه يخلو من الكلمات البذيئة والرسائل العنيفة أو الغير لائقة التي قد تضر بالأطفال، مما أكسب هذا الألبوم شعبية كبيرة لدى الأطفال والمراهقين.

## روابط خارجية
- لت غو على موقع ميتاكريتيك (الإنجليزية)
- لت غو على موقع أول موفي (الإنجليزية)